# Campeonato de España de Ciclismo en Ruta 1999
El XCVIII Campeonato de España de Ciclismo en Ruta se celebró el 27 de junio de 1999 en Córdoba sobre 240 km. Finalizaron la prueba 45 ciclistas.
En la salida se rindió homenaje a Manuel Sanroma, fallecido en la Volta a Catalunya pocos días antes.
En la ascensión al altro de San Jerónimo se formó un grupo de trece unidades con los grandes favoritos, comandado por el equipo ONCE. Después de varios intentos de escapada el grupo llegó a meta presentando al vigente campeón Ángel Casero como vencedor.
Por detrás de él entraron Roberto Heras y Joseba Beloki, segundo y tercero, respectivamente.
Continuaba así la racha del equipo Vitalicio Seguros que se hacía con su segundo maillot rojigualda en sus dos años de existencia.

## Clasificación
| \| 1 \| \| Ángel Casero \| Vitalicio Seguros \| 6h 03' 43" \| \| 2 \| \| Roberto Heras \| Kelme-Costa Blanca \| m.t. \| \| 3 \| \| Joseba Beloki \| Euskaltel-Euskadi \| m.t. \| \| 4 \| \| Francisco Cerezo \| Vitalicio Seguros \| m.t. \| \| 5 \| \| Jon Odriozola \| Banesto \| m.t. \| \| 6 \| \| Santos González \| ONCE \| m.t. \| \| 7 \| \| José Manuel Vázquez \| CAI \| m.t. \| \| 8 \| \| César Solaun \| Banesto \| m.t. \| \| 9 \| \| Ramón González Arrieta \| Euskaltel-Euskadi \| m.t. \| \| 10 \| \| Haimar Zubeldia \| Euskaltel-Euskadi \| m.t. \| |  |                        |                    |            |
| 1 |  | Ángel Casero           | Vitalicio Seguros  | 6h 03' 43" |
| 2 |  | Roberto Heras          | Kelme-Costa Blanca | m.t.       |
| 3 |  | Joseba Beloki          | Euskaltel-Euskadi  | m.t.       |
| 4 |  | Francisco Cerezo       | Vitalicio Seguros  | m.t.       |
| 5 |  | Jon Odriozola          | Banesto            | m.t.       |
| 6 |  | Santos González        | ONCE               | m.t.       |
| 7 |  | José Manuel Vázquez    | CAI                | m.t.       |
| 8 |  | César Solaun           | Banesto            | m.t.       |
| 9 |  | Ramón González Arrieta | Euskaltel-Euskadi  | m.t.       |
| 10 |  | Haimar Zubeldia        | Euskaltel-Euskadi  | m.t.       |